# Westend-Süd
Westend-Süd, Frankfurt-Westend-Süd – 4. dzielnica (Stadtteil) miasta Frankfurt nad Menem, w Niemczech, w kraju związkowym Hesja. Należy do okręgu administracyjnego Innenstadt II.